# Hit (pel·lícula)
Hit és un documental uruguaià de l'any 2008 que recorre la història de cançons icòniques de la música nacional. Dirigit per Claudia Abend i Adriana Loeff.

## Ressenya
La pel·lícula va ser iniciada com un projecte per a la tesi acadèmica de les realitzadores com a estudiants de comunicació, però va acabar convertint-se en la pel·lícula uruguaiana més vista de l'any 2008 i aconseguint reconeixement en festivals internacionals. Aplega entrevistes a més de 25 músics nacionals i abasta cinc dècades d'història de la música uruguaiana.

## Argument
A través de la pregunta "Com es fa un hit musical?", les directores convoquen a participar en diversos músics populars de la història recent de l'Uruguai, els qui parlen de cançons emblemàtiques, els seus autors, protagonistes i de les circumstàncies històriques de la seva creació.
Les cançons ressenyades són cinc "històries de cançons que van fer història". La primera és Río de los pájaros pintados d¡Aníbal Sampayo de Paysandú, qui va morir poc després de filmat el documental. És una cançó que formava part del repertori escolar abans de la dictadura uruguaiana, però que els menors d'edat de l'actualitat en general desconeixen.
La segona és "Break it all" d'Hugo i Osvaldo Fattoruso amb Los Shakers que recorda la dècada dels '60 en què la música en anglès dels Beatles influenciava l'ambient musical local en totes dues ribes del Río de la Plata. En realitat, ells a l'entrevista confessen lamentar ser recordats per aquesta cançó i no s'enorgulleixen de la seva creació. Reconeixen també no saber el que diu la lletra en anglès. No obstant això, el documental recupera hits musicals, i aquesta cançó va marcar una època.
El tercer hit és "Principe azul" d'Eduardo Mateo, i testimoniatges de diversos músics, com Horacio Buscaglia, en la cuina dels quals es va compondre aquesta lletra. També Urbano Moraes, que tocava amb Mateo i compte diversos moments de la seva vida acompanyats d'imatges d'arxiu.
La quarta cançó és de Mauricio Ubal i el seu hit "A redoblar" que es va fer famós en els '80 pels integrants del grup Rumbo.
La cinquena i última cançó triada és "Brindis por Pierrot" escrita per Jaime Roos en 1985 i gravada amb la interpretació col·laborativa i inconfusible del Canario Luna.